# 2013 AZ60
2013 AZ60, também escrito como 2013 AZ60, é um pequeno corpo celeste do Sistema Solar (um centauro estendido) localizado a partir do Disco disperso ou na Nuvem de Oort. 2013 AZ60 tem o quarto mais distante semieixo maior de um corpo menor, não foi detectado desgaseificação como um cometa (ambos 2013 BL76, 2005 VX3 e 2012 DR30 tem um semieixo maior superior).
2013 AZ60 chegou ao periélio em novembro de 2014, a uma distância de 7,9 UA do Sol (dentro da órbita de Saturno). Com uma magnitude absoluta de 10,2, 2013 AZ60 tem um diâmetro estimado de 40 km. O cometa Hale-Bopp, tem aproximadamente o mesmo tamanho, não foi descoberto até que ficou a 7,2 UA do Sol e tinha começado a liberação de gases CO 2013 AZ60 pode ser descoberto que é um cometa como se trata de periélio.
Ele veio a oposição no dia 30 de janeiro de 2014.

## Descoberta
2013 BK78 foi descoberto no dia 10 de janeiro de 2013 através do Mt. Lemmon Survey.

## Órbita
A órbita de 2013 BK78 tem uma excentricidade de 0,990 e possui um semieixo maior de 831 UA. O seu periélio leva o mesmo a uma distância de 7,908 UA em relação ao Sol e seu afélio a 1654 UA.